# Monniksgier
De Monniksgier (Aegypius monachus), ook bekend als de zwarte gier, Euraziatische zwarte gier, is een zeer grote roofvogel in de familie Accipitridae verspreid door een groot deel van gematigd Eurazië. Met een lichaamslengte van 1,2 m, een spanwijdte van 3,1 m en een maximumgewicht van 14 kg is het de grootste gier van de Oude Wereld en het grootste lid van de familie Accipitridae.
Aegypius monachus is een van de grotere roofvogels en speelt een grote rol in verschillende ecosystemen door het eten van karkassen, wat de verspreiding van ziektes vermindert. De gieren worden constant blootgesteld aan pathogenen door hun manier van eten. Een studie naar de maag- en immuunafweersystemen, dat in 2015 werd uitgevoerd, werd het gehele genoom van de vogel gesequenced. De studie vergeleek monniksgieren met zeearenden en vond positief geselecteerde genetische variaties die een verband hebben met ademhaling, het vermogen van de afweerreacties van de gier en de maagzuursecretie om kadavers te verteren.

## Kenmerken

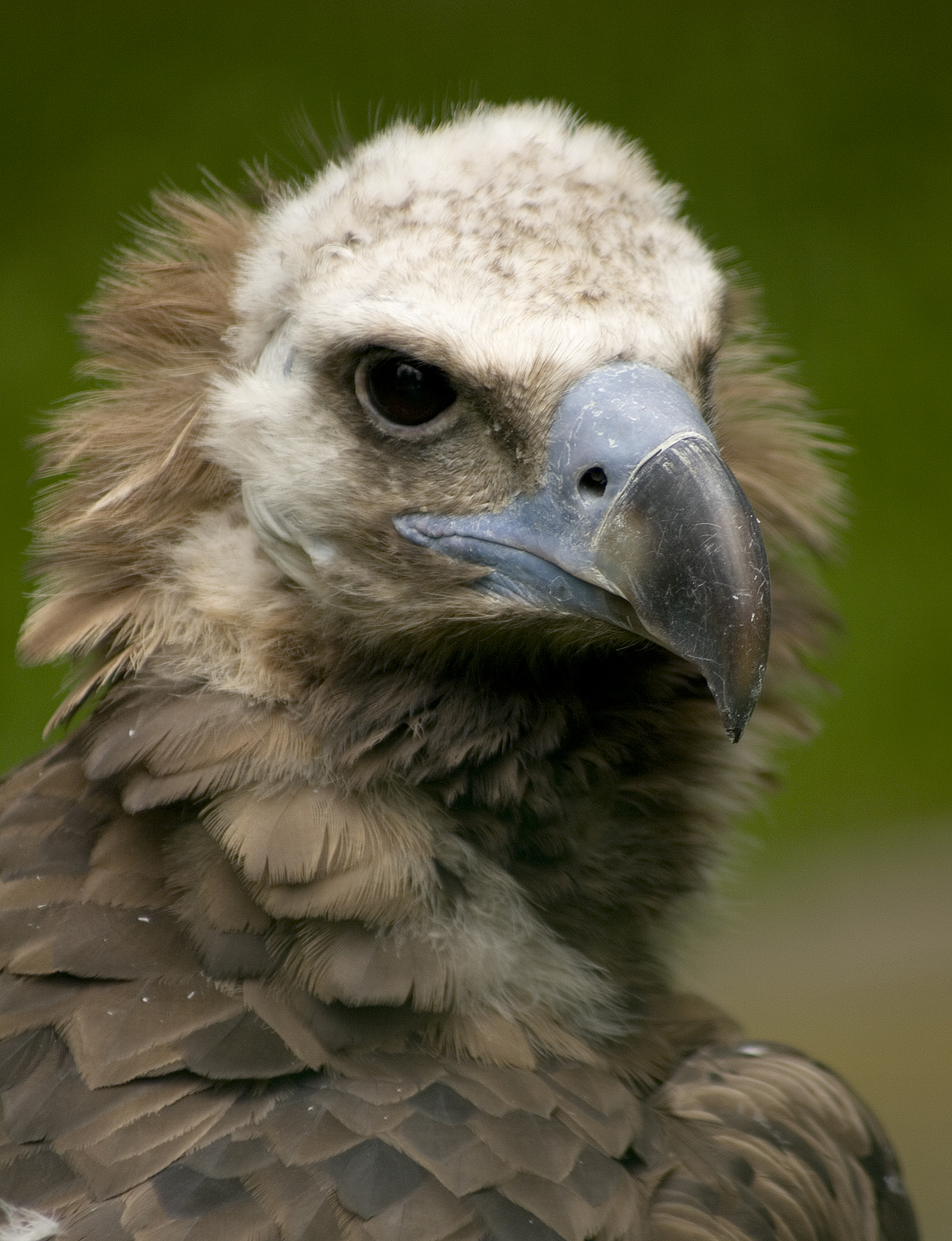
Een volwassen exemplaar in een vivarium in Darmstadt (Duitsland).

De monniksgier is een grote gier, 100 tot 110cm lang met een spanwijdte van 250-295 cm. De vrouwtjes hebben een gewicht tussen 7,5 en 12,5 kg en de mannetjes tussen de 7 en 12 kg. Deze gier heeft op een jongere leeftijd een bruin-zwart verenkleed met een lichtere, brede kop bruin-zwart verenkleed met een grijsbruine snavel en lange "gevingerde" vleugels waarvan de vingers opvallend lang zijn. De naakte hals is blauw-roze met een bruine kraag. Op afstand maakt de vogel een zeer donkere indruk.
Een jonge gier heeft een zwart verenkleed met een donkere, brede kop. Hoe dichter de gier geslachtsrijp hoe bruiner de verenkleed en kop wordt.
Geluid van deze gieren komt weinig voor. Het meest kenmerkende geluid is de hoge tjilp die het kuiken maakt als het om voedsel vraagt. Er zijn enkele stemmen beschreven van volwassen exemplaren, vooral tijdens het broedseizoen. Deze worden beschreven als fluitende, miauwende en snuivende geluiden.

## Leefwijze
Het voedsel bestaat uit zowel verse als rottende kadavers, die met huid en haar wordt verslonden. Ook de beenderen kunnen gegeten worden. Ook levende dieren, zoals konijnen en andere kleine knaagdieren, vormen een prooi. Hij vormt braakballen.

## Voortplanting

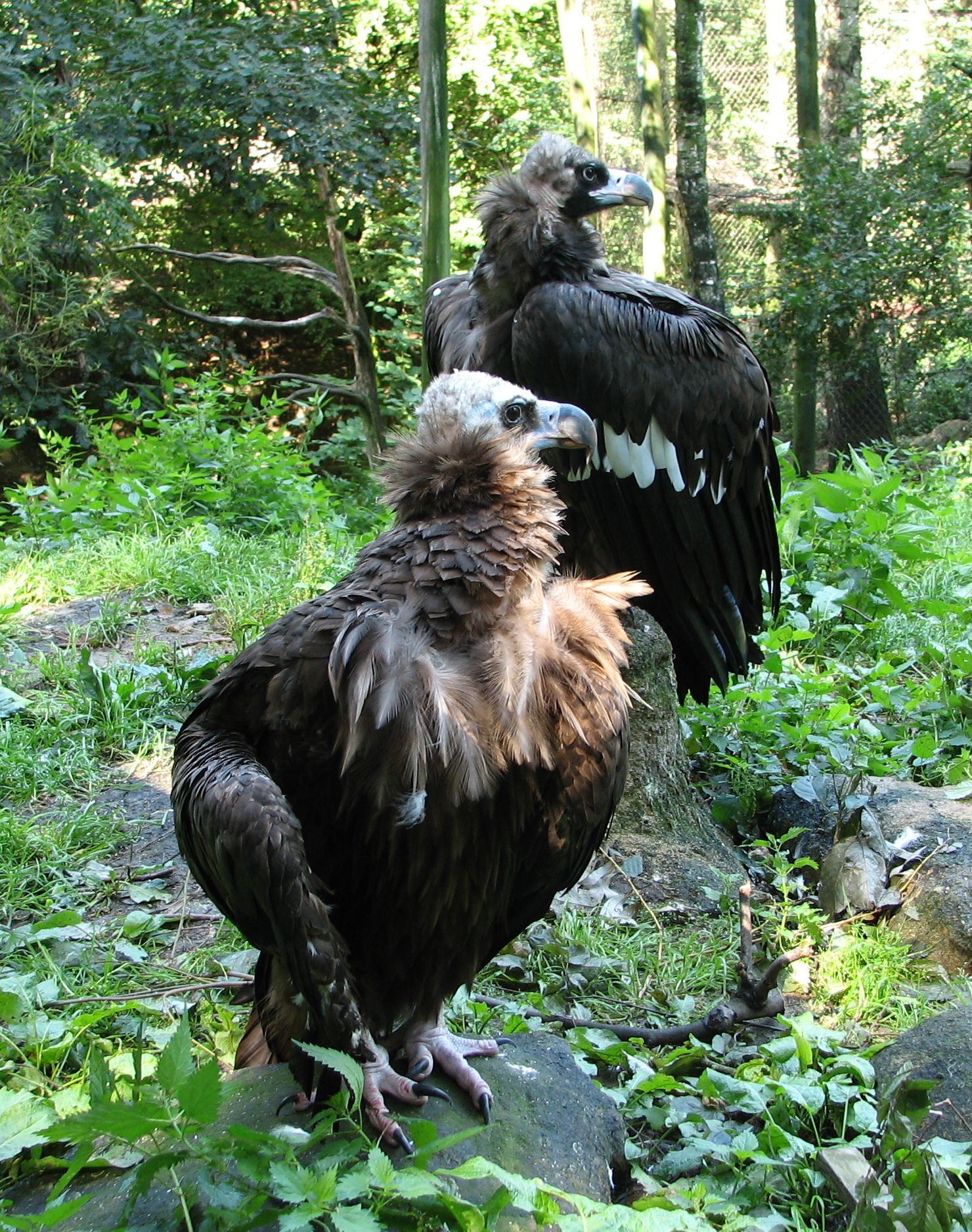
Een paar in gevangenschap

De monniksgier is een koloniale soort, hoewel er soms paren zijn die enkele kilometers van elkaar vandaan in grote kolonies broeden. Kenmerkend voor de kolonies is dat ze vrij los zijn en dat de nesten tientallen tot honderden meters uit elkaar kunnen liggen.
Een broedpaar blijft het hele jaar door gebruik van het nest en gebruikt het vaak als slaapplaats, hoewel ze vanaf januari intensiever gebruik van maken. Copulaties vinden meestal plaats op het nestplatform en zijn frequent bij nestvoorbereiding of -bouw tot het leggen van het ei, en duren meestal tussen de 30 en 60 seconden.
Nestbouwen wordt meestal door beide leden van het paar gedaan en vrij snel, aangezien monniksgieren binnen een week een volledig nest kunnen bouwen. Hierbij maken ze gebruik van korte takken van een bepaalde dikte om het nest te bouwen of te repareren. Het nest is meestal bekleed met haar, wol, resten van braakballen en wat plantmateriaal. Ze hergebruiken de nesten in opeenvolgende jaren.
Het leggen van de eieren vindt plaats van begin februari tot eind april. Het is bijna altijd één ei, maar het is voorgekomen dat er twee gelegd werden. De  incubatieperiode varieert tussen de 50 en 62 dagen. De kuikens blijven tussen de 95 en 110 dagen in het nest tot hun eerste vlucht.
De monniksgier broedt voor het eerst als hij vijf tot zes jaar oud is, hoewel broeden op vierjarige leeftijd is waargenomen op Mallorca en het Centraal Massief in Frankrijk. Er zijn geen gegevens beschikbaar over seksratio, populatiestructuur, levensverwachting en levensduur in het wild, maar in gevangenschap wordt de monniksgier 39 jaar.

## Verspreiding en leefgebied
De vogel komt voor in Zuid-Europa en Azië, van Spanje tot Japan. Het leefgebied in Spanje is bebost heuvel- en bergland tussen de 300 en 1400 m boven de zeespiegel. In Azië komt de monniksgier op grotere hoogtes voor. In Europa gaat sinds de jaren 1990 de monniksgier weer vooruit; de populatie daar wordt geschat op 1700 tot 1900 paar.
De grootste populatie ter wereld komt voor in nationaal park Monfragüe in Extremadura, Spanje. Hier broeden meer dan 200 paartjes.
Sinds 2015 broedt de monniksgier na vier decennia afwezigheid ook opnieuw in Portugal.

### Voorkomen in de Lage Landen
Er zijn twee gedocumenteerde waarnemingen van wilde vogels tussen 1948 en 2000. Verder zijn er in de Lage Landen in 2005 en 2010 waarnemingen van monniksgieren die afkomstig waren van herintroductieprojecten in Frankrijk. In 2005 werd in Flevoland een aanrijding met een trein zo'n dier fataal. In Heist-op-den-Berg werd vanaf 9 mei 2019 een verdwaalde en in Spanje gezenderde vrouwelijke vogel waargenomen. Vanaf 20 mei werd een monniksgier bij Hees aan de Nederlandse grens gesignaleerd. Vanaf 24 mei 2019 werd de monniksgier opgemerkt in natuurgebied De Onlanden in Drenthe en op de Sallandse Heuvelrug bij Hellendoorn.

## Status
In Azië heeft de vogel te lijden van vervolging door het uitleggen van vergiftigde kadavers om roofdieren te bestrijden en verlies aan leefgebied. De wereldpopulatie wordt geschat op 16,8 tot 22,8 duizend volwassen vogels en gaat nog steeds achteruit. Om deze redenen staat de monniksgier als gevoelig op de Rode Lijst van de IUCN.

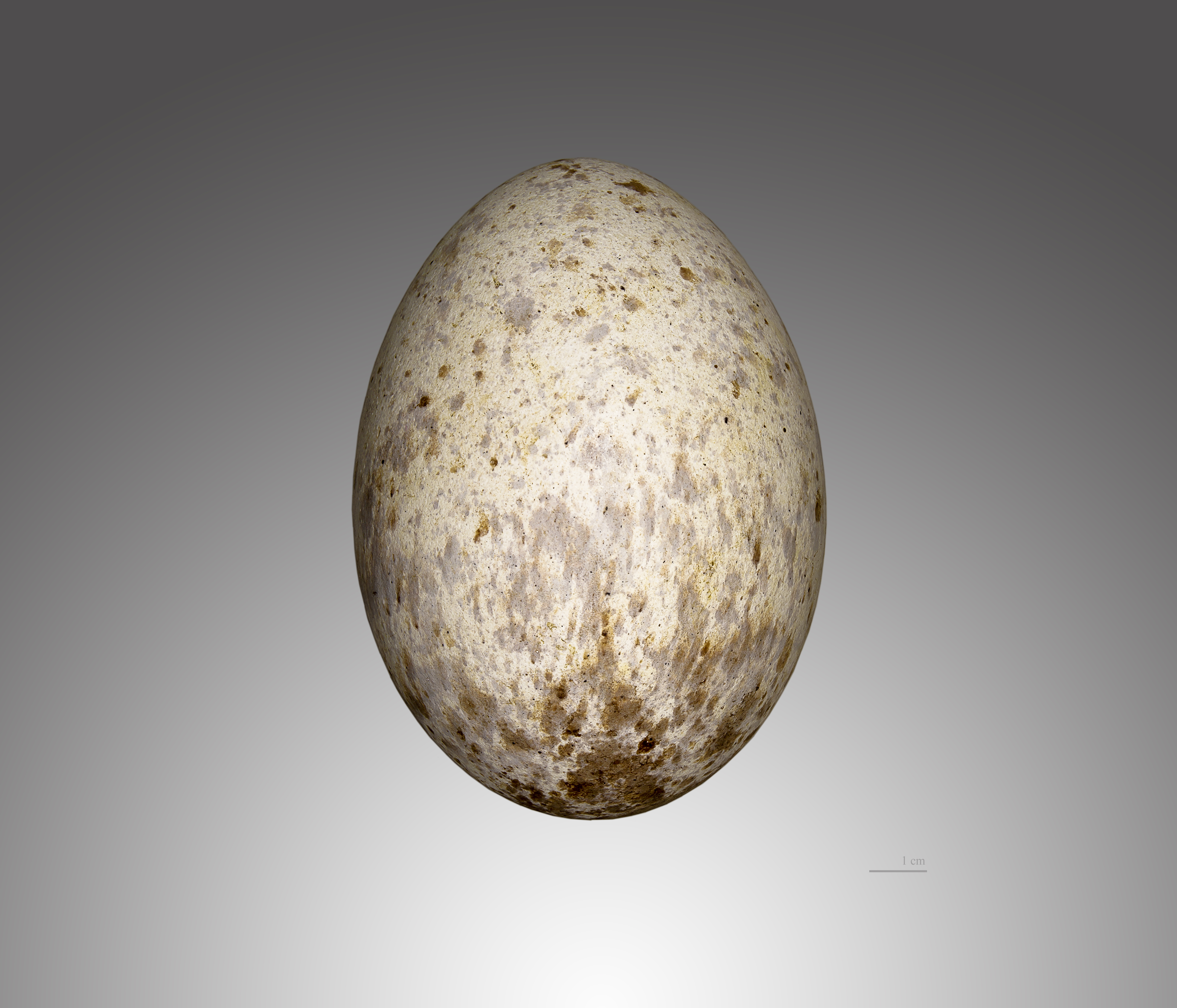
Ei
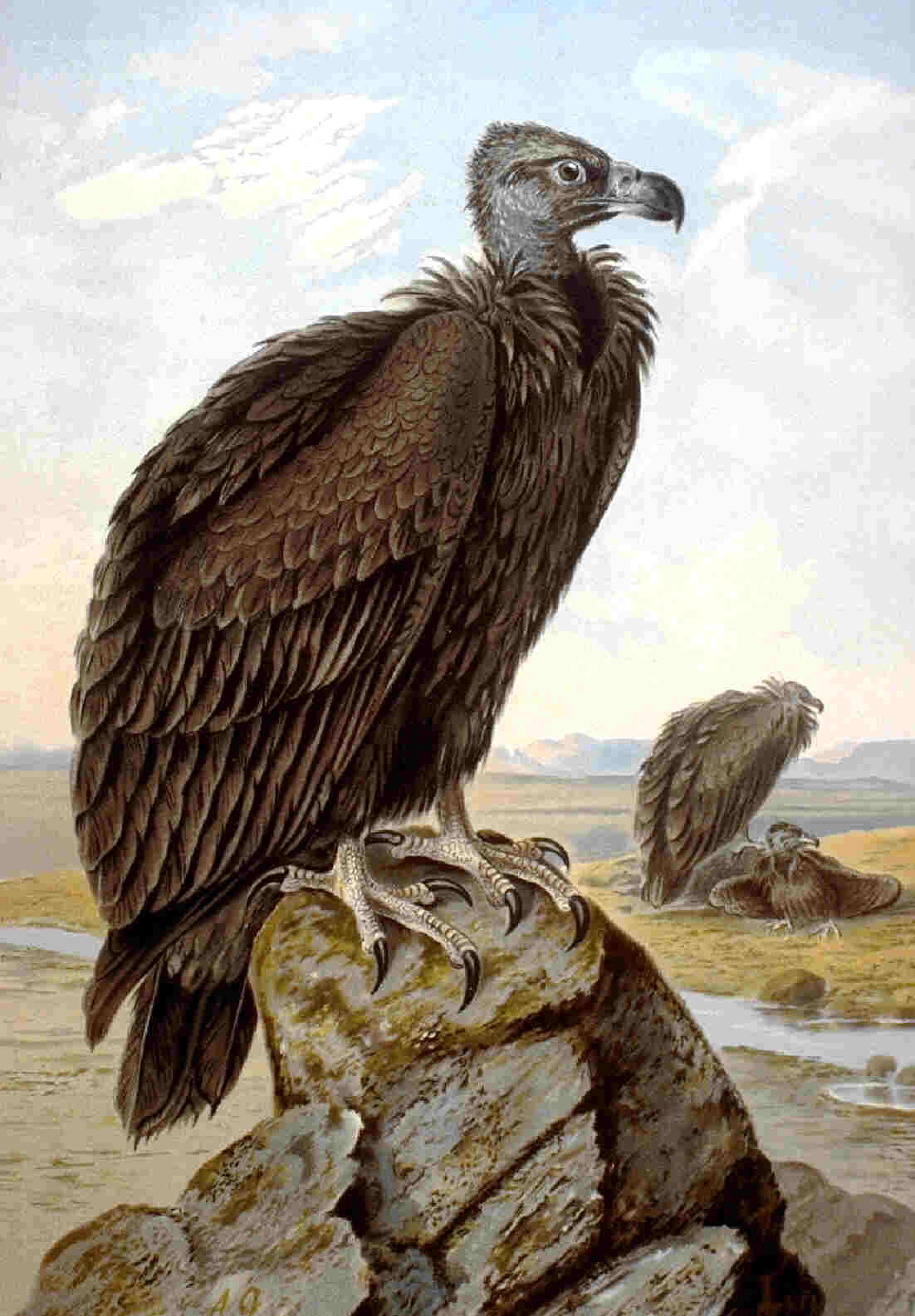
Typische zithouding
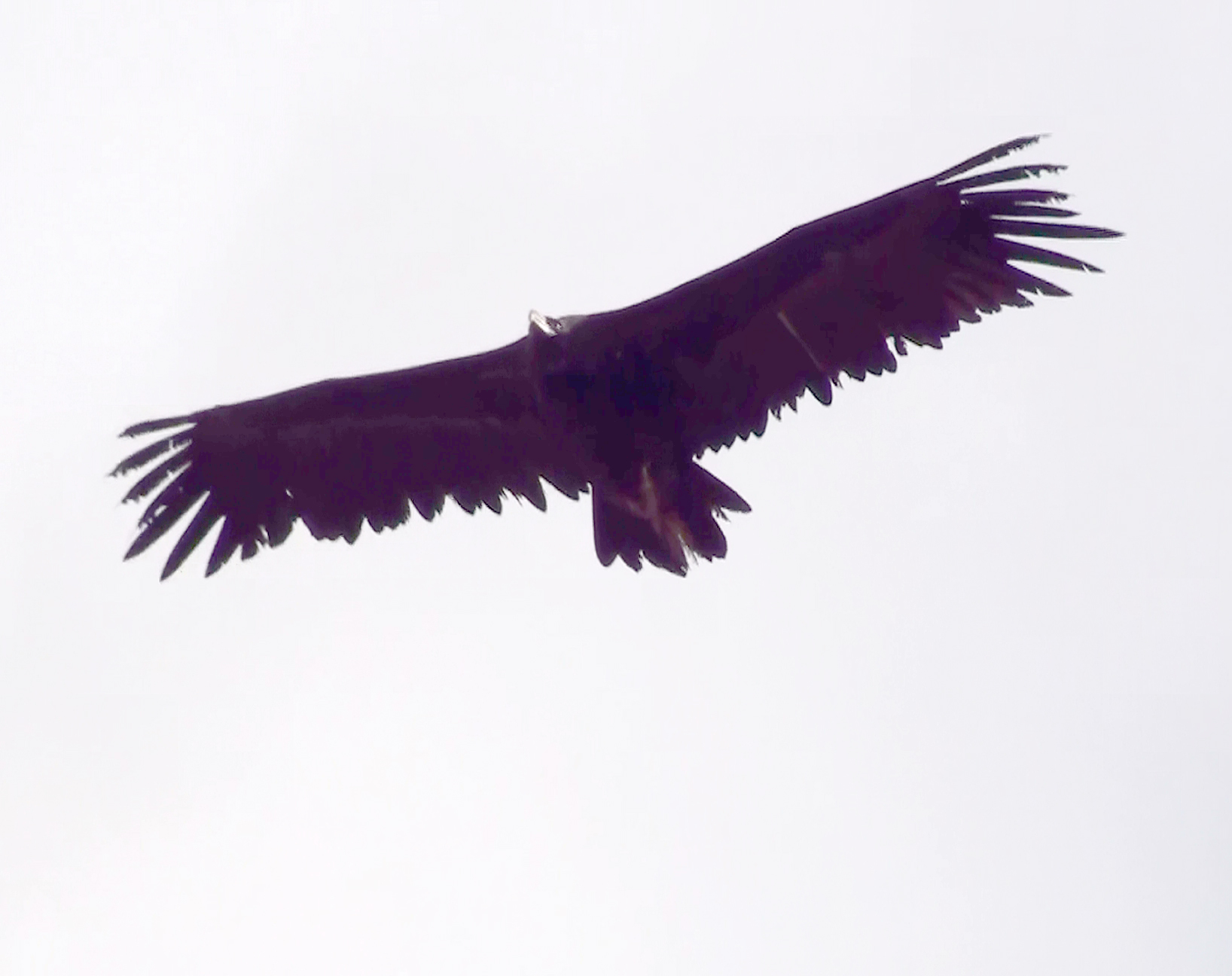
Monniksgier in vlucht